# Наука и науковедение
«Наука и науковедение» («Science and Science of Science», «Наука та наукознавство») — научный журнал, издаваемый с 1993 года Центром исследований научно-технического потенциала и истории науки им. Г. М. Доброва НАН Украины. Статьи в журнале публикуются на украинском, русском и английском языках.

## История
Современный журнал был создан на базе издававшегося с 1969 года по инициативе Г. М. Доброва республиканского межведомственного научного сборника «Науковедение и информатика» («Наукознавство та інформатика», 1969—1992).

## Описание
Цель журнала — освещение развития науки и науковедения в историческом, современном и перспективном аспектах; раскрытие влияния науки на экономику, культуру, образование и другие сферы жизни; анализ социальных, экологических, военных и других аспектов научных исследований; разработка проблем государственной научно-технической и инновационной политики; инициирование дискуссий в научной и общественной среде относительно состояния науки и её возможностей решать насущные проблемы.
Журнал ориентируется на разные группы читателей: как специалистов по исследованию науки (науковедов, организаторов науки, философов, историков науки), так и широкого круга читателей.
Основное предметное поле публикаций журнала:
- наука в жизни людей и общества;
- результаты науковедческих исследований;
- результаты исследований в области истории и философии науки.

### Темы
Постоянные рубрики журнала:
- наука, технологии и инновации в современном мире;
- проблемы развития научно-технического потенциала и его взаимодействия с экономикой, системой образования и культурой;
- горизонты развития науки (из прошлого, через настоящее в будущее);
- труд науковеда и историка науки (основные научные труды, диссертационные исследования, рецензии, обзор профильных научных журналов;
- из истории изобретений и открытий;
- Украина в мировом контексте, хронология основных событий в научно-организационной жизни украинской науки.

## Редколлегия
Главный редактор журнала — заслуженный деятель науки и техники Украины, д.э.н., профессор Б. А. Малицкий. Заместители главного редактора — д.э.н., профессор В. П. Соловьёв и д.ф.-м.н., профессор Ю. А. Храмов. Учёный секретарь — Т. Н. Велентейчик.
В редакционный совет и редколлегию журнала входят известные специалисты в области экономики, науковедения, организации науки и истории науки с Украины (В. Ф. Мачулин, Я. С. Яцкив, О. А. Грачев, И. Ю. Егоров, Л. Ф. Кавуненко, Б. Р. Кияк, С. В. Кульчицкий, А. С. Литвинко, А. С. Онищенко, В. И. Оноприенко, А. С. Попович, В. П. Рыбачук, Л. В. Рыжко, С. М. Рябченко, В. С. Савчук), из России (Ю. М. Батурин, Н. И. Иванова, В. В. Иванов, Л. Э. Миндели, В. М. Орел), Великобритании (С.Радошевич), США (П.Джозефсон), Вьетнама (Май Ха), Венгрии (П.Тамаш).
Адрес редакции: 01032, Киев, бульвар Тараса Шевченко, 60. Тел.: +380-44-482-14-78 (учёный секретарь Татьяна Николаевна Велентейчик).